# За пригоршню динамита
«За пригоршню динамита» (также известен под названиями «Однажды была революция», «С динамитом в кулаке» и «Пригнись, болван!», итал. Giù la testa) — итальянский художественный фильм режиссёра Серджо Леоне, снятый в 1971 году. Действие фильма происходит в период Мексиканской революции, в главных ролях снялись Род Стайгер и Джеймс Коберн. В конце 60-х началась вторая фаза стиля Леоне, этот фильм вошел в тематическую трилогию, куда также входят     «Однажды на Диком Западе» и «Однажды в Америке», которая охватывает отдельные исторические периоды США: строительство железной дороги, мексиканскую революцию и эпоху «сухого закона».

## Сюжет
Фильм начинается с цитаты Мао Цзэдуна:
```
«Революция не светский ужин, не литературное событие, не рисунок и не вышивка, ее нельзя делать изящно и вежливо. Революция — это акт насилия»
```

Действие происходит во время Мексиканской революции 1910—1917 гг.  Дилижанс, разъезжающий по пустынной дороге,  нехотя подбирает попутчика-мексиканца по имени Хуан Миранда. Всю дорогу пассажиры — аристократы и священник — в издевательской манере обсуждают мексиканцев и дразнят замкнутого и глуповатого Хуана. Внезапно на дилижанс нападают вооруженные  крестьяне-мексиканцы, а Миранда преображается и  угрожая оружием, насилует пассажирку повозки. После этого  ее и раздетых догола остальных членов экипажа он сажает в повозку и спускает с холма к свинарнику. Как оказалось, взбунтовавшиеся мексиканцы —  это родственники Хуана. 
На холмах происходит несколько взрывов, после этого мимо семьи Миранда проезжает на мотоцикле ирландец  Джон Мэллори. Хуан стреляет по колесам мотоцикла, на что Джон бросает взрывчатку в дилижанс, в ирландца наставляют ружья, а тот показывает, что под пальто он полностью  набит взрывчаткой, также у него есть смесь нитроглицерина. Оказывается, Джон спец по взрывчатке и  является участником сопротивления. Хуан подумывает нанять ирландца, чтобы он помог им ограбить Национальный банк Меса-Верде, ограбить который Хуан мечтает всю жизнь. Джон хоть и не сразу, но все же присоединяется к банде Хуана. Но по пути сбегает, запрыгнув в проезжающий мимо поезд. 
Приехав в Меса-Верде, Хуан вместе со своими сыновьями обнаруживает, что банк строго охраняется военными, также он встречает Джона, который по его словам, приехал на поезде в город и все это время ждал их. Джон знакомит Хуана с подпольным отрядом сопротивления, которым руководит доктор Вильега. Сообща они подрывают вход и проникают внутрь банка, который стал тюрьмой и вместо золота Хуан вызволяет сотни политических заключенных. Так поневоле Хуан Миранда стал героем революции.
Хуан с семьёй, сам того не желая, присоединяются к сопротивлению. Джон и Хуан добровольно остаются с двумя пулеметами и динамитом. Большая часть отряда противостоящей  армии уничтожается при переходе через мост, который взорвал Джон. Полковник Реза, командующий броневиком, выживает. Но после этого Джон и Хуан обнаруживают, что  все их товарищи, включая отца и сыновей Хуана, были расстреляны в пещере. Охваченный горем и ненавистью, Хуан отправляется сражаться с армией в одиночку, но попадает в плен. Джон пробирается в лагерь, где становится свидетелем расстрела многих своих собратьев-революционеров и спасает Хуана от расстрела в последний миг, бросив взрывчатку в отряд. Во время расстрела Джон видит Вильегу, зрителю понятно, что Вильега выдал всех своих соратников. После Джон и Хуан сбегают на мотоцикле. Они прячутся в вагоне для животных в поезде. Поезд останавливается, чтобы забрать тирана-губернатора Дона Хайме, который бежит (с небольшим состоянием) от революционных сил Панчо Вилья и Эмилиано Сапата. Поскольку поезд попал в засаду, Джон, в качестве проверки лояльности Хуана, позволяет ему выбирать между стрельбой в губернатора и получением от него взятки. Хуан убивает Хайме, также крадет добычу губернатора. Когда двери вагона открываются, большая толпа встречает Хуана и снова провозглашает его  великим героем революции. Деньги забрал революционный генерал Сантерна.
В поезде с командирами к Джону и Хуану присоединился доктор Вильега, который неожиданно выжил после той засады в пещере. Один Джон догадывается о предательстве Вильеги. Также герои узнают, что силы Панчо Вильи будут задержаны на 24 часа и что через несколько часов вечером прибудет армейский поезд с тысячей солдат и тяжелым оружием во главе с полковником Реза, что превосходит силы повстанцев. Джон предлагает разместить на локомотиве динамит и столкнуть его с поездом противника. Ему нужен еще один человек, но вместо Хуана он выбирает доктора Вильега. Тому становится ясно, что Джон знает о его предательстве, но Джон говорит, что раньше он судил людей, но больше не знает, во что верить. В момент столкновения Джон спрыгивает с локомотива, но Вильега, чувствуя себя виноватым, остается на борту. Джон прыгает вовремя, два поезда сталкиваются и взрываются.
Начинается сражение между армией и мексиканскими революционерами, полковник Реза смертельно ранит Джона, а Хуан, подбежавший на поле боя к этому моменту, расстреливает полковника из пулемета. Умирающий Джон говорит Хуану, что Вильега умер как герой, а после Джон вспоминает любимую женщину и своего лучшего друга. Хуан отправляется за помощью. Джон подрывает себя, закуривая сигарету со взрывчаткой, как при первой встрече с Хуаном. 

## Команда
| - Род Стайгер — Хуан Миранда - Джеймс Коберн — Джон «Шон» Мэллори - Ромоло Валли — доктор Вильега - Мария Монти — Аделита - Рик Батталья — генерал Сантерна - Франко Грациоси — губернатор Хайме - Антуан Сент-Джон — полковник Гюнтер Реза - Дэвид Уорбек — Нолан - Вивьен Чандлер — Колин - Джулио Баттиферри — Мигель | - Сюжет: Серджо Леоне, Серджо Донати - Сценарий: Лучано Винченцони, Серджо Донати, Серджо Леоне - Английская версия: - Художник: Андреа Крисанти - Декорации: Дарио Микели - Костюмы: Франко Чаретти - Монтаж: Нино Барали - Композитор: Эннио Морриконе - Оператор: Джузепе Руццолини |

## Технические данные
Оригинальный негатив фильма снят сферической оптикой в широкоэкранном кашетированном формате «Технископ» (англ. Techniscope) на стандартной 35-мм киноплёнке с оригинальным соотношением сторон кадра 2,33:1. Широкоэкранные прокатные фильмокопии печатались с оптическим анаморфированием негатива и обладали соотношением сторон 2,35:1. Гидротипная печать прокатных копий велась по процессу «Техниколор» (англ. Technicolor). Оригинальная фонограмма — оптическая одноканальная.